# 575. pehotni polk (Wehrmacht)
Za druge 575. polke glejte 575. polk.
575. pehotni polk (izvirno nemško Infanterie-Regiment 575) je bil eden izmed pehotnih polkov v sestavi redne nemške kopenske vojske med drugo svetovno vojno.

## Zgodovina
Polk je bil ustanovljen 15. novembra 1940 kot polk 13. vala na področju WK IV iz delov 192. in 514. pehotnega polka; polk je bil dodeljen 304. pehotni diviziji.
14. četa je bila ustanovljena 19. julija 1942, 13. četa pa decembra 1943.
15. oktobra 1942 je bil polk preimenovan v 575. grenadirski polk.